# تماس (فیلم ۱۹۹۷)
تماس (به انگلیسی: Contact) فیلمی علمی-تخیلی و فلسفی محصول ۱۹۹۷ ایالات متحده به کارگردانی رابرت زمکیس و برگرفته از رمانی با همین نام اثر کارل سیگن است. نقش اصلی فیلم را جودی فاستر بازی کرده، دکتر الینور (الی) آرووی، ستاره‌شناسی که روی طرح ستی مشغول به کار است. طرح ستی یک پروژهٔ علمی واقعی با هدف یافتن هوش فرازمینی است که در سال ۱۹۸۴ با حضور بیش از ۱۰۰ دانشمند به وجود آمد. الی نشانه‌هایی قوی از وجود هوش فرازمینی می‌یابد و او را برای برقراری نخستین تماس انسان با موجودات هوشمند فرازمینی برمی‌گزینند.

## داستان
الینور (الی) آرووی (جودی فاستر) اخترشناسی که سال‌ها پیش پدرش را از دست داده‌است، نمی‌تواند بپذیرد که بشر در کهکشان‌ها تنهاست. او تحت تأثیر خاطره پدر خود به دانشگاه رفته و مدارج عالی علمی را کسب می‌کند. او پس از فارغ‌التحصیلی از ام آی تی، همراه گروه معدودی از همکارانش در مراکزی همچون رصدخانه آرسیبو و رصدخانه ملی رادیویی آمریکا به امواج رادیویی از اعماق فضا گوش فرا می‌دهد. با تغییر سیاست‌ها و قطع کمک‌های مالی پروژه از طرف بنیاد ملی علوم و دیوید دراملین (تام اسکریت)؛ الینور و همکارانش مجبور می‌شوند تا از شرکت‌های خصوصی جهت حمایت مالی کمک بگیرند. آن‌ها موفق می‌شوند تا هزینه‌های لازم برای اجاره دو ساله رصدخانه ملی رادیویی را از شرکت هدن تأمین کنند که مالک آن میلیاردر انزواطلب به نام اس.آر. هدن است؛ اما از طرف دیگر مقامات علمی اعتقادی به کار آن‌ها و پروژه طرح ستی ندارند و خواهان توقف آن هستند.
تا آنکه یک شب تیم الی در صحراهای نیومکزیکو سیگنالی از فضا دقیقاً از جانب ستاره نسر واقع دریافت می‌کند که دارای فاصله ۲۶ میلیون سال نوری با زمین است. وی متوجه می‌شود که سیگنال حاوی یک ساختار هوشمندانه است. تیم الی رصدخانه‌های دیگر در سایر کشورها را با خبر می‌کنند تا مطمئن شوند سیگنالی که دریافت می‌کنند واقعی است. این امر موجب آگاهی رسانه‌ها می‌شود و مقامات کشوری به محل رصدخانه سرازیر می‌شوند. اما عکس‌العمل مقامات نسبت به کشف وی ناامیدکننده‌است. از جمله مایکل کیتز (جیمز وودز) مشاور امنیت ملی با بی علاقگی به موضوع می‌پردازد.
در ادامه تیم الی متوجه می‌شوند که سیگنال ارسال شده حاوی یک تصویر تلویزیونی است. آن‌ها با واضح‌سازی تصویر متوجه می‌شوند که تصویر دریافتی مربوط به سخنرانی هیتلر در مراسم بازگشایی المپیک تابستانی ۱۹۳۶ برلین است. رسانه‌ای شدن این مسئله موجب ایجاد نگرانی شدید در کشور می‌شود که شاید فضایی‌ها زمینیان را با هیتلر شناخته‌اند. هم‌زمان تیم الینور با مطالعه پیام متوجه می‌شوند که سیگنال غیر از پیام تصویری، حاوی پیام متنی رمز شده نیز هست؛ بنابراین از بهترین رمز گشایان کشور خواسته می‌شود تا پیام‌ها را رمز گشایی کنند اما تلاش‌ها بی‌نتیجه است.
در این بین از الینور خواسته می‌شود تا با شخصی دیدار کند. این شخص همان میلیاردر منزوی هدن است که با الینور از نحوه انتخاب شدن به خاطر وجود نشانه‌های هوش بالا هنگام تولد صحبت می‌کند و اینکه در تمام این مدت وی را تحت نظر داشته‌است و هدن نحوه رمز گشایی پیام را به الینور آموزش می‌دهد.
با رمزگشایی پیام مشخص می‌شود که پیام حاوی دستورالعمل ساخت یک دستگاه سفر در فضا است که با ایجاد یک کرم چاله انسان را می‌تواند به کهکشان‌های دوردست و احیاناً ملاقات با موجودات فضایی منتقل کند. دستگاه علی‌رغم مخالفت‌های موجود ساخته می‌شود و طی گزینش‌هایی، از میان افرادی که داوطلب سفر هستند، دیوید دراملین (تام اسکریت) انتخاب می‌شود. دستگاه به صورت دو تکه ساخته شده که در آن سفینه حامل شخص از ارتفاع به داخل مجموعه حلقه‌های دواری سقوط می‌کند. روز انجام آزمایش دستگاه طی یک عمل انتحاری توسط یکی از مخالفان سرسخت این پروژه منهدم و موجب کشته شدن دراملین می‌شود.
در حالی که الی از همه چیز مأیوس است با دریافت یک پیام از هدن که اکنون برای گذراندن طول درمانش در ایستگاه فضایی میر سکونت دارد، متوجه می‌شود که دولت به صورت پنهانی علاوه بر دستگاه منهدم شده، دستگاه دیگری در جزیره هوکایدو ژاپن ساخته‌است. هدن از الی می‌خواهد تا خود مأموریت انجام سفر را برعهده بگیرد.
الینور مطابق برنامه‌ها آماده سفر می‌شود و این بار طی تمهیدات شدید امنیتی در دستگاه قرار می‌گیرد و سفر با رها شدن سفینه حامل الینور به داخل مجموعه حلقه‌ها آغاز می‌شود. الینور با سفینه اش از میان کرمچاله‌های متعدد عبور می‌کند تا اینکه خود را بر بستر یک سیاره مشاهده می‌کند و فضایی‌ها برای ارتباط‌گیری بهتر، خود را در قالب پدر الینور درمی‌آورند. پس از اتمام ملاقات، الینور به همراه سفینه به زمین برگردانده می‌شود.
این سفر که از دید ناظران زمینی فقط یک لحظه بوده به ادعای الینور برای او به مدت ۱۸ ساعت طول کشیده‌است. اما در این سمت ناظران زمینی چیزی به غیر از عبور سفینه الینور از میان حلقه‌ها در حین سقوط ندیده‌اند و به دلیل عدم وجود تصاویر فیلم‌برداری داخل سفینه مردم تصور می‌کنند که تمام این‌ها ساخته ذهن الینور است که با پشتیبانی هدن که اکنون در میر فوت کرده انجام داده‌است. اما در انتها مشخص می‌شود که دوربین داخل سفینه برخلاف گفته‌ها ۱۸ ساعت برفک ضبط کرده‌است، یعنی همان میزان زمانی که الی ادعا می‌کند در سفر فضایی بوده‌است.

## هنرپیشگان
- جودی فاستر در نقش دکتر الینور آرووی
- متیو مک کانهی در نقش پالمر جاس مشاور رئیس‌جمهور ایالات متحده آمریکا و فیلسوف مذهبی
- جیمز وودز در نقش مایکل کیتز مشاور امنیت ملی آمریکا
- جان هارت در نقش اس.ار. هدن
- تام اسکریت در نقش دیوید دراملین مشاور علمی رئیس‌جمهور ایالات متحده آمریکا و مدیر بنیاد ملی علوم
- دیوید مورس در نقش پدر الینور آرووی
- راب لو در نقش ریچارد رنک
- جیک بیوزی در نقش جوزف
- مکس مارتینی در نقش ویلی
- استیون فورد در نقش سرگرد جان راسل